# Zellmauserung
Zellmauserung, auch Zellaustausch (engl. cell turnover) genannt, ist die Bezeichnung für den Ersatz differenzierter Zellen durch die Proliferation von undifferenzierten Zellen.

## Beschreibung
In den meisten Geweben des menschlichen Organismus findet ein ständiger, mehr oder weniger hoher Zellumsatz statt. Speziell die besonders hochdifferenzierten Zellen mit hoher Stoffwechselleistung sind besonders kurzlebig und werden entsprechend häufig ausgetauscht.
Im Dünndarm werden beispielsweise fortlaufend Enterozyten und Becherzellen – die eine mittlere Lebensdauer von lediglich etwa 36 Stunden haben – durch neue undifferenzierte Zellen ersetzt (enterische Zellmauserung). Die Vorläuferzellen werden im Laufe ihrer kurzen Lebensspanne zu den Darmzotten hin verschoben, wobei sie sich in Enterozyten und Becherzellen differenzieren. Danach werden sie von im Epithel integrierten Lymphozyten so zerlegt, dass das apikale Drittel der Zellen in das Darmlumen abgestoßen wird. Der Rest der Zellen wird in der Darmschleimhaut durch Makrophagen abgebaut. Bei einem Erwachsenen werden so pro Tag etwa 200 g Darmzellen abgebaut und durch neue Zellen ersetzt.
Auch bei der Erneuerung der Haut und im Fettgewebe findet eine Zellmauserung statt. Gewebe in dem praktisch keine Mauserung stattfindet, auch Ruhegewebe genannt, wird beispielsweise von Nervenzellen gebildet. Über die Mechanismen, die den programmierten Zelltod (Apoptose) und die Teilung der Stammzellen in den jeweiligen Organen unterschiedlich koordinieren, ist bisher noch wenig bekannt.

## Namensursprung
Der Begriff »Zellmauserung« ist eine Parallele zu dem Wechsel des Federkleides bei Vögeln (Mauser).

## Weiterführende Literatur
- A. S. Woolf, S. J. Welham: Cell turnover in normal and abnormal kidney development. In: Nephrology Dialysis Transplantation. 2002, Band 17 Suppl 9: S. 2–4. PMID 12386272. (Review).
- R. D. Medh, E. B. Thompson: Hormonal regulation of physiological cell turnover and apoptosis. In: Cell and tissue research Band 301, Nummer 1, Juli 2000, S. 101–124, ISSN 0302-766X. PMID 10928284. PMC 2763512 (freier Volltext). (Review).